# Setmana Ciclista Llombarda
La Setmana Ciclista Llombarda (en italià Settimana Ciclistica Lombarda) és una cursa ciclista per etapes que es disputà a la província de Bèrgam, a la Llombardia. La primera edició es disputà el 1970, sota el nom de Giro Ciclistico Bergamasco. Entre 1971 i 1998 s'anomenà Setmana Ciclista Bergamasca (Settimana Ciclistica Bergamasca) i el 1999 agafà el nom de Setmana Ciclista Llombarda. Fins al 1987 fou una cursa destinada a ciclistes amateurs, sent els ciclistes de l'Europa de l'Est els que aconseguiren més victòries.
El primer vencedor fou l'italià Giuliano Marcuzzi i el rus Pàvel Tonkov és el que l'ha guanyat més vegades, amb tres edicions.
El 2005 la cursa s'integrà a l'UCI Europe Tour, amb una categoria 2.2, que el 2007 es reconvertí en 2.1. La darrera edició es va disputar el 2013.

## Palmarès
| Any                             | Primer                     | Segon                      | Tercer                     |
| Giro Ciclistico Bergamasco      | Giro Ciclistico Bergamasco | Giro Ciclistico Bergamasco | Giro Ciclistico Bergamasco |
| ------------------------------- | -------------------------- | -------------------------- | -------------------------- |
| 1970                            | Giuliano Marcuzzi          | Aldo Epis                  | Gabriele Mirri             |
| Settimana Ciclistica Bergamasca |                            |                            |                            |
| 1971                            | Rudolf Labus               | Aloïs Holic                | Tiziano Giacomini          |
| 1972                            | Fausto Bertoglio           | Serge Parsani              | Enrico Camanini            |
| 1973                            | Jiri Mainus                | Claudio Bortolotto         | Fiorenzo Ballardin         |
| 1974                            | Stanislaw Szozda           | Franky De Gendt            | Jadensz Mytnik             |
| 1975                            | Valeri Čaplygin            | Vittorio Algeri            | Walter Polini              |
| 1976                            | Vittorio Algeri            | Rinat Charafouline         | Roberto Ceruti             |
| 1977                            | Janusz Bienek              | Orfeo Pizzoferrato         | Giuliano Biatta            |
| 1978                            | Alessandro Pozzi           | Tommy Prim                 | Francesco Masi             |
| 1979                            | Alberto Minetti            | Tommy Prim                 | Hinek Duracek              |
| 1980                            | Czesław Lang               | Piero Ghibaudo             | Alessandro Paganessi       |
| 1981                            | Giovanni Fedrigo           | Helmut Wechselberger       | Giovanni Testolin          |
| 1982                            | Vladimir Kazarek           | Jesper Worre               | Luigi Busacchini           |
| 1983                            | Andrzej Serediuk           | Thurlow Rogers             | Stefano Tomasini           |
| 1984                            | Flavio Guipponi            | Thurlow Rogers             | Mario Kummer               |
| 1985                            | Iuri Kaširin               | Viktor Klimov              | Bruno Bulic                |
| 1986                            | Zenon Jaskuła              | Ivan Romanov               | Luca Gelfi                 |
| 1987                            | Volodymyr Pulnikov         | Viktor Klimov              | Fabian Fuchs               |
| 1988. No disputada              |                            |                            |                            |
| Settimana Ciclistica Lombarda   |                            |                            |                            |
| 1989                            | Ivan Ivanov                | Vladimir Pulkinov          | Dmitri Konixev             |
| 1990                            | Nikolai Golovatenko        | Walter Magnago             | Emanuele Bombini           |
| 1991                            | Lance Armstrong            | Fabio Bordonali            | Wladimir Belli             |
| 1992                            | Pàvel Tonkov               | Viatxeslav Djavanian       | Zbigniew Piatek            |
| 1993                            | Enrico Zaina               | Ievgueni Berzin            | Bruno Leali                |
| 1994                            | Wladimir Belli             | Giuseppe Guerini           | Pàvel Tonkov               |
| 1995                            | Massimiliano Lelli         | Giuseppe Guerini           | Ruggero Borghi             |
| 1996                            | Pàvel Tonkov               | Leonardo Piepoli           | Stefano Faustini           |
| 1997                            | Emanuele Lupi              | Luca Mazzanti              | Giuseppe di Grande         |
| 1998                            | Pàvel Tonkov               | Markus Zberg               | Enrico Zaina               |
| 1999                            | Raimondas Rumšas           | Nicola Miceli              | Enrico Zaina               |
| 2000                            | Serhí Hontxar              | Gilberto Simoni            | Didier Rous                |
| 2001                            | Serhí Hontxar              | Pascal Hervé               | Didier Rous                |
| 2002                            | Tadej Valjavec             | Michele Scarponi           | Kim Kirchen                |
| 2003                            | Julio Alberto Pérez Cuapio | Timothy Jones              | Steve Zampieri             |
| 2004                            | Michele Scarponi           | Timothy Jones              | Radosław Romanik           |
| 2005                            | Riccardo Riccò             | Alexander Efimkin          | Marco Osella               |
| 2006                            | Robert Gesink              | Aliaksandr Kuchynsky       | Graziano Gasparre          |
| 2007                            | Alexander Efimkin          | Sylvester Szmyd            | Domenico Pozzovivo         |
| 2008                            | Danilo Di Luca             | Paolo Savoldelli           | Daniele Pietropolli        |
| 2009                            | Daniele Pietropolli        | Juan Mauricio Soler        | Davide Rebellin            |
| 2010                            | Michele Scarponi           | Riccardo Riccò             | Przemysław Niemiec         |
| 2011                            | Thibaut Pinot              | Simone Stortoni            | Davide Rebellin            |
| 2012. No disputada              |                            |                            |                            |
| 2013                            | Patrik Sinkewitz           | Radoslav Rogina            | Francesco Bongiorno        |